# Громадські роботи (кримінальне покарання)
Громадські роботи — вид кримінального покарання, яке полягає у виконанні засудженим у вільний від роботи чи навчання час безоплатних суспільно корисних робіт, вид яких визначають органи місцевого самоврядування. На відміну від громадських робіт як виду адміністративного стягнення, вони призначаються на строк від шістдесяти до двохсот сорока годин.

## Призначення
- Громадські роботи не призначаються особам, визнаним особами з інвалідністю I або II групи, вагітним жінкам, які досягли пенсійного віку, а також військовослужбовцям строкової служби
- Неповнолітнім громадські роботи призначаються на строк від тридцяти до ста двадцяти годин, тривалість виконання даного виду покарання не може перевищувати двох годин на день, але не менше двадцяти п'яти годин на місяць.

## Виконання покарання
Покарання у виді громадських робіт відбувається за місцем проживання засудженого. Виконання покарання у виді громадських робіт здійснюється на основі участі засуджених у суспільно корисній праці і контролю за їхньою поведінкою. Контроль за виконанням покарання у виді громадських робіт покладається на уповноважений орган з питань пробації.
Судове рішення приводиться до виконання не пізніше десятиденного строку з дня набрання судовим рішенням законної сили або звернення його до виконання.
Засуджені до покарання у виді громадських робіт зобов'язані додержуватися встановлених відповідно до закону порядку і умов відбування покарання, сумлінно ставитися до праці, працювати на визначених для них об'єктах і відпрацьовувати встановлений судом строк громадських робіт, повідомляти уповноважений орган з питань пробації про зміну місця проживання, з'являтися за викликом до уповноваженого органу з питань пробації. Поважними причинами неявки засудженого за викликом уповноваженого органу з питань пробації у призначений строк є несвоєчасне одержання виклику, хвороба та інші обставини, що фактично позбавляють його можливості своєчасно прибути за викликом і документально підтверджені. Засудженому забороняється без погодження з уповноваженим органом з питань пробації виїжджати за межі України.
Надання засудженому щорічної відпустки за основним місцем роботи не зупиняє виконання покарання у виді громадських робіт.
Стосовно особи, яка після ухвалення судового рішення визнана особою з інвалідністю I чи II групи або досягла пенсійного віку, а також жінки, яка стала вагітною, уповноважений орган з питань пробації направляє до суду подання про звільнення її від подальшого відбування покарання.

## Обов'язки власника підприємства, установи, організації або уповноваженого ним органу за місцем відбування засудженими покарання у виді громадських робіт
На власника підприємства, установи, організації або уповноважений ним орган за місцем відбування засудженим покарання у виді громадських робіт покладається:
- погодження з уповноваженим органом з питань пробації переліку об'єктів, на яких засуджені відбувають громадські роботи, та видів цих робіт;
- контроль за виконанням засудженими визначених для них робіт та дотриманням правил техніки безпеки;
- своєчасне повідомлення уповноваженого органу з питань пробації про ухилення засуденого від відбування покарання та переведення його на інше місце роботи, появу на роботі в нетверезому стані, у стані наркотичного або токсичного сп'яніння, порушення громадського порядку;
- ведення обліку та щомісячне інформування уповноваженого органу з питань пробації про кількість відпрацьованих засудженим годин і його ставлення до праці.

У разі порушення цих вимог уповноважений орган з питань пробації надсилає матеріали правоохоронним органам для відповідного реагування для вирішення питання про притягнення винних осіб до відповідальності. В разі ушкодження здоров'я під час виконання громадських робіт відшкодування шкоди засудженому здійснюється відповідно до законодавства про страхування від нещасного випадку.

## Відповідальність засуджених
За порушення порядку й умов відбування покарання у виді громадських робіт, а також за порушення громадського порядку, за яке засудженого було притягнуто до адміністративної відповідальності, до нього уповноваженим органом з питань пробації може бути застосоване застереження у виді письмового попередження про притягнення до кримінальної відповідальності.
Стосовно особи, яка ухиляється від відбування покарання у виді громадських робіт, може бути порушено кримінальну справу відповідно до 389 статті КК України.
Ухиленням від відбування покарання у виді громадських робіт є: систематичне невиконання встановлених обов'язків, порушення порядку та умов відбування покарання, а також притягнення до адміністративної відповідальності за правопорушення, які були вчинені після письмового попередження; невихід більше двох разів протягом місяця на громадські роботи без поважних причин, а також допущення більше двох порушень трудової дисципліни протягом місяця, поява на роботі в нетверезому стані, у стані наркотичного або токсичного сп'яніння.